# اچ‌ام‌اس ام۳۰
اچ‌ام‌اس ام۳۰ (به انگلیسی: HMS M30) یک کشتی بود که طول آن ۱۷۷ فوت ۳ اینچ (۵۴٫۰۳ متر) بود. این کشتی در سال ۱۹۱۵ ساخته شد.